# Мадгава зі Санґамаґрами
Ма́дгава зі Санґамаґрами (малаял. സംഗമഗ്രാമ മാധവൻ, гінді संगमग्राम के माधव; 1350—1425) — середньовічний індійський астроном та математик XIV—XV століть, засновник Керальської школи астрономії та математики. Історики припускають, що Санґамаґрама, де він народився, це нинішнє місто Іринджалакуда в штаті Керала (південна Індія).
Мадгава першим почав розкладати тригонометричні функції в ряди; ці дослідження продовжили Нілаканта Сомаяджі та інші вчені керальської школи. Інші дослідження Мадгави стосуються алгебри, тригонометрії та геометрії.

## Наукова діяльність
Праці Мадгави, за винятком двох, не збереглися, тож судити про його вплив можна за численними посиланнями та цитатами його учнів та послідовників. Через це, втім, складно відокремити результати Мадгави від досягнень інших керальських учених.

### Розкладання тригонометричних функцій
Наведемо основні розклади в сучасних позначеннях (керальці викладали їх словесно, нерідко віршами на санскриті).

Ці ряди часто називають рядами Мадгави — Лейбніца або Мадгави — Грегорі. За допомогою зазначених рядів Мадгава розрахував та опублікував точні таблиці синусів. Ще один ряд, наведений у праці Дж'єштадеви з посиланням на Мадгаву, дозволяє розрахувати значення арктангенса:
{\displaystyle \theta =\operatorname {tg} \theta -{\frac {\operatorname {tg} ^{3}\theta }{3}}+{\frac {\operatorname {tg} ^{5}\theta }{5}}-{\frac {\operatorname {tg} ^{7}\theta }{7}}+\cdots }

### Значення числа π
Розрахунок значення числа {\displaystyle \pi } за наведеною вище формулою виявлено в трактаті «Магадж'янаяна», автор якого невідомий. Частина істориків приписує його Мадгаві, інші — комусь із його послідовників у XVI столітті. У трактаті наведено також перетворений ряд, який збігається швидше:
{\displaystyle \pi ={\sqrt {12}}\left(1-{1 \over 3\cdot 3}+{1 \over 5\cdot 3^{2}}-{1 \over 7\cdot 3^{3}}+\cdots \right)}
Сума перших 21 доданків дає значення {\displaystyle 3{,}14159265359}, всі знаки, крім останнього, правильні.
Можливо, Мадгаві належить трактат «Садратнамала», де наведено ще точніше значення: {\displaystyle \pi =3{,}14159265358979324} (правильні всі знаки, крім останнього).

### Математичний аналіз
Мадгава заклав основи математичного аналізу, які розвинули в Керальській школі астрономії та математики його послідовники. Мадгава також поліпшив деякі результати, виявлені в ранніх працях, зокрема, в працях Бгаскари II. Однак, він так і не зміг зробити останнього кроку й об'єднати безліч різних ідей аналізу нескінченно малих, не показавши зв'язку між похідною та інтегралом, йому не вдалося сформувати основи потужного аналітичного інструменту розв'язання задач, розробленого в Європі в XVII столітті.

## Праці
Як сказано вище, точно невідомо, які з праць керальських вчених, що дійшли до нас, належать Мадгаві. Історик К. В. Сарма наводить такий список:
1. Голавада
2. Мадг'ямананапракара
3. Магадж'янаянапракара
4. Лагнапракарана (लग्नप्रकरण)
5. Венварога (वेण्वारोह)[15]
6. Спхутакандрапті (स्फुटचन्द्राप्ति)
7. Аганіта-грагакара (अगणित-ग्रहचार)
8. Чандравак'яс (चन्द्रवाक्यानि)